# Сайрамбаев, Талгат Сайрамбаевич
Талгат Сайрамбаевич Сайрамбаев (19.02.1937-20.11.2009) — советский и казахстанский специалист по лингвистике, синтаксису, терминологии, доктор филологических наук, профессор, «Отличник высшей школы СССР», «Почётный работник образования Республики Казахстан».

## Биография
Родился 19 февраля 1937 года в селе Жиенкум Байдибекского района Туркестанской области. Происходит из рода батыр-жайдак племени сиргели.
С 1955 по 1960 год учился в Шымкентском педагогическом институте. С 1961 по 1964 год учился в аспирантуре Института языкознания АН Казахской ССР.
В 1967 году защитил кандидатскую диссертацию на тему «Сочетание прилагательных и числительных с глаголами в современном казахском языке». В 1984 году защитил докторскую диссертацию на тему «Сложносемантические типы сложных словосочетаний в современном казахском языке». Научный руководитель доктор филологических наук, профессор Балакаев, Маулен Балакаевич.
Ученый скончался 20 ноября 2009 года в Алматы.

## Трудовая деятельность
1. 1954—1955 — старший вожатый средней школы Шаян
2. 1960—1961 — учитель казахского языка и литературы Шаянской средней школы
3. 1964—1971 — преподаватель кафедры казахского языка Кызылординского педагогического института
4. 1971 года и до конца жизни работал доцентом, заведующим кафедрой, деканом подготовительного факультета, профессором филологического факультета КазНУ им. Аль-Фараби

## Научная деятельность
Автор более 230 научных статей, 12 монографий, более 15 учебников, учебных пособий. Под его научным руководством выполнены более 38 кандидатских и 3 докторских диссертаций.
1. «Современный казахский язык»: комплекс упражнений (1971)
2. «О некоторых проблемах сложных фраз»: Учебное пособия (1976)
3. «Есім пысықтауыш» (1976)
4. «Қазіргі қазақ тіліндегі қаратпалар»: Учебное пособия (1980)
5. «Сложное фразы в современном казахском языке» (1981)
6. «Қазіргі қазақ тілі синтаксисі тарауына байланысты»: Учебное пособия (1985)
7. «Терминдердің сөз тіркесіндегі құрылымдық ерекшеліктері туралы» (1986)
8. «Лингвистический словарь и вопросы статистики» (1990)
9. «Лингвистический словарь, его объем» (1991)
10. «Сөйлемнің түрлаулы мүшелері»: Монография (1991)
11. «Современный казахский литературный язык: морфология и синтаксис»: Учебное пособия (1991)
12. «Сөйлемнің тұрлаулы мүшелері» (1996)
13. «Синтаксис туралы ойлар»: Монография (1996)
14. «Синтаксистің кейбір мәселелері»: Монография (1996)
15. «Современный казахский язык»: Учебник (1997)
16. «Современный казахский: Сборник новых синтаксических терминов в языке» (2000)
17. «Қазіргі казақ тіліндегі парцелляция құбылысы: бөлшектелген сөйлемдер»: Учебное пособия (2001)
18. «Современный казахский язык: фразы и простые предложения синтаксис»: Учебник (2003)
19. «Қазіргі қазак тіліндегі тіркесімділіктің кейбір мәселелері»: Учебное пособия (2004)
20. «Жақ категориясының функциональдық көрінісі»: Учебное пособия (2005)
21. «Мәулен Балақаев»: Монография (2007) и др.

## Награды и звания
1. Доктор филологических наук
2. Профессор
3. «Отличник высшей школы СССР» (1986)
4. «Почетный работник образования Республики Казахстан» (2009)